# Folkmar Allena
Folkmar Allena (* onbekend - † 1406) was een belangrijke Oost-Friese hoofdeling op het einde van de 14e eeuw. Hij woonde op een burcht in Osterhusen.

## Geschiedenis
Als hoofdeling van Osterhusen stond Folkmar Allena op slechte voet met zijn buurman Okko I tom Brok, hoofdeling van Broekmerland en Aurikerland. Ze hadden voortdurend conflicten waarbij het geweld niet werd geschuwd en regelmatig doden vielen. Uiteindelijk brak tussen beiden een regelrechte oorlog uit die eindigde met de slag bij Loppersum eind 1380 of begin 1381. Okko won deze slag en Folkmar verloor daarmee een groot deel van zijn machtsbasis in Oost-Friesland. In de Ommelanden en Westerlauwers Friesland zocht hij nieuwe bondgenoten. Als Okko in 1388 Emden aanvalt maar er niet in slaagt de stad te overmeesteren valt Folkmar Okko aan op zijn burcht in Aurich. De aanval werd afgeslagen en gevolgd door een staakt-het-vuren. Een verzoeningsgesprek tussen beiden mislukt en op 7 augustus 1389 laat Folkmar  Okko op de terugreis naar huis vermoorden door zijn helpers.
In de jaren die hier op volgden verloor Folkmar zijn machtswinst weer aan de weduwvrouw Foelke Kampana van Ocko, die haar zoon Keno II tom Brok aan de macht hielp. Een andere zoon van Ocko, Widzel uit een eerder huwelijk, verbond zich met Folkmar toen hij het tegen Foelke opnemen moest over de opvolging.
Waar Keno in Marienhafe onderdak verschafte aan de Victualiënbroeders deed Folkmar in  Osterhusen hetzelfde.